# John (Bischof, Sodor und Man, † 1230)
John (auch John MacIvarr) († 1230) war ein schottischer Geistlicher. Nach 1224 wurde er Bischof von Sodor und Man.
Nach der Manx Chronicle war John der Sohn eines Hefare. Um das Amt des Bischofs der Isle of Man hatte es seit 1217 einen erbitterten Streit zwischen den beiden Anwärtern Nicholas of Meaux und Ragnvald gegeben. Der Streit, in dem Ragnvald die Oberhand behalten konnte, war vermutlich eine Folge des Machtkampfes der Halbbrüder Ragnvald und Olaf um die Herrschaft über die Insel. Der Machtkampf der Halbbrüder dauerte bis 1229, als Ragnvald im Kampf gegen Olaf fiel. Bischof Ragnvald wird nach 1224 nicht mehr erwähnt. Sein Nachfolger als Bischof wurde John, von dem aber kaum etwas bekannt ist. Er bezeugte 1230 eine Urkunde von Bischof Walter von York. Er starb noch im gleichen Jahr bei einem Brand und wurde in Jerewos in England beigesetzt. Dieser Ort kann nicht zweifelsfrei bestimmt werden, vermutlich war Jervaulx Abbey in Yorkshire gemeint.